# ETERNAL BLAZE
ETERNAL BLAZE，是水树奈奈第12张单曲CD。2005年10月19日由King Records发售。

## 說明
同名單曲《ETERNAL BLAZE》是由水樹奈奈所演出的動畫《魔法少女奈葉A's》的主題曲。而後遠藤正明於其專輯(Cover Songs Collection Vol.2)翻唱過本曲。

## 排行榜成績
Oricon的2005年10月18日當日排名第2名，刷新自己在innocent starter所獲得的日排名第8名紀錄。同時亦創下周排名第2名的成績（至同年10月25日），刷新之前林原惠以聲優個人名義創第3名的紀錄（《Northern lights》）。初動23000張的成績亦大幅超越自己在《WILD EYES》的記錄，並超越《innocent starter》所累積的唱片數量。周間排名在榜上15個禮拜。另外，收錄本作的原創專輯《HYBRID UNIVERSE》（2006年5月3日發行）亦創下周間第3名的佳績。

## 收錄曲
1. ETERNAL BLAZE
  - 作詞：水樹奈奈
  - 作曲、編曲：上松範康（Elements Garden）
  - 電視動畫《魔法少女奈葉A's》主題曲
2. RUSH&DASH!
  - 作詞：Bee'
  - 作曲、編曲：藤間仁（Elements Garden）
3. Inside of mind
  - 作詞：園田凌士、I.N
  - 作曲、編曲：雅智弥

## 外部連結
- CDJapan（页面存档备份，存于）